# Fischkraut
Das Fischkraut (Groenlandia densa), auch Dichtlaichkraut, Dichtblättriges Laichkraut oder Dichtes Laichkraut genannt, ist die einzige Art der monotypischen Pflanzengattung Groenlandia innerhalb der Familie der Laichkrautgewächse (Potamogetonaceae). Diese Wasserpflanze ist im Süßwasser in Eurasien und Nordafrika weit verbreitet.

## Beschreibung

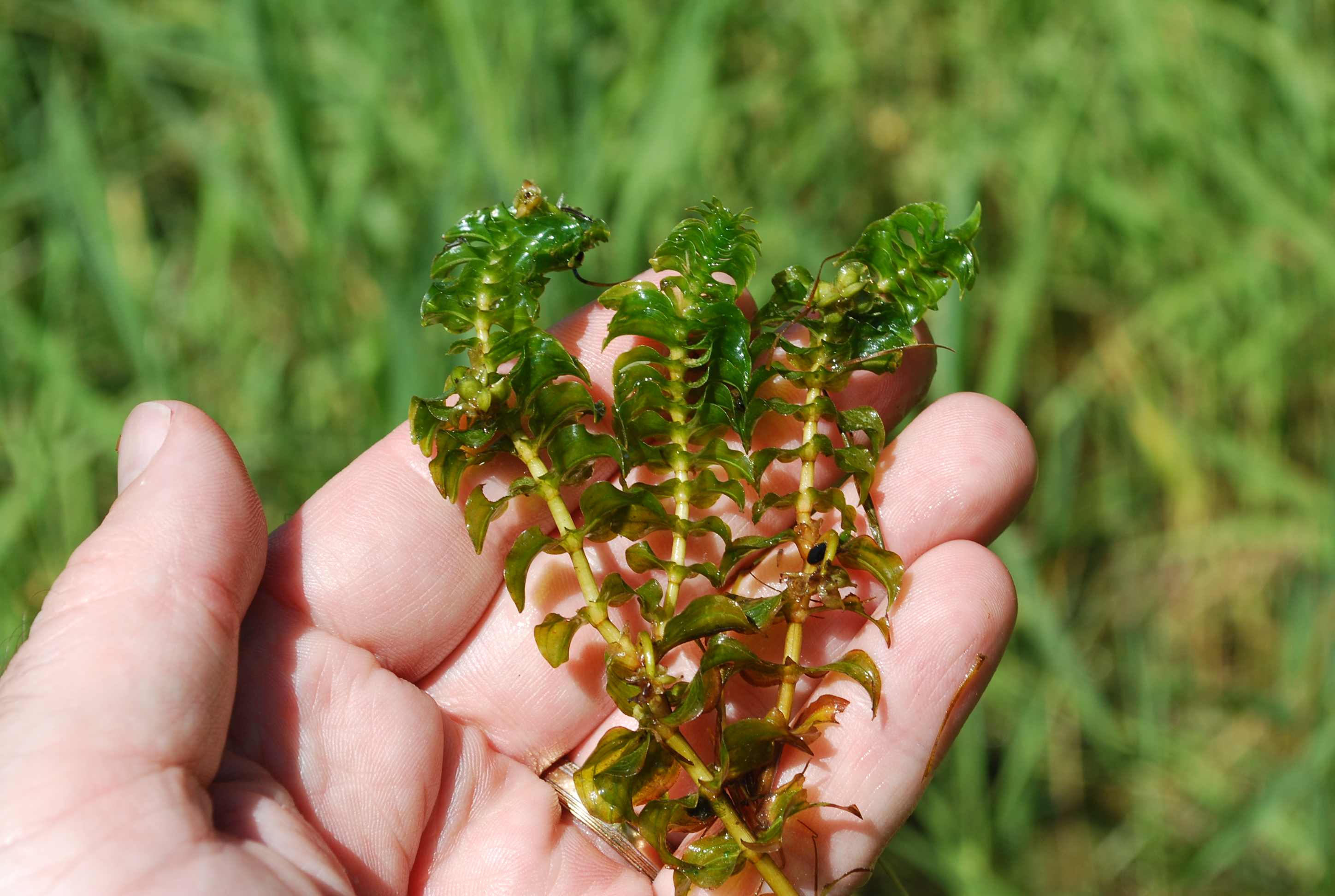
Habitus, Stängel und Laubblätter

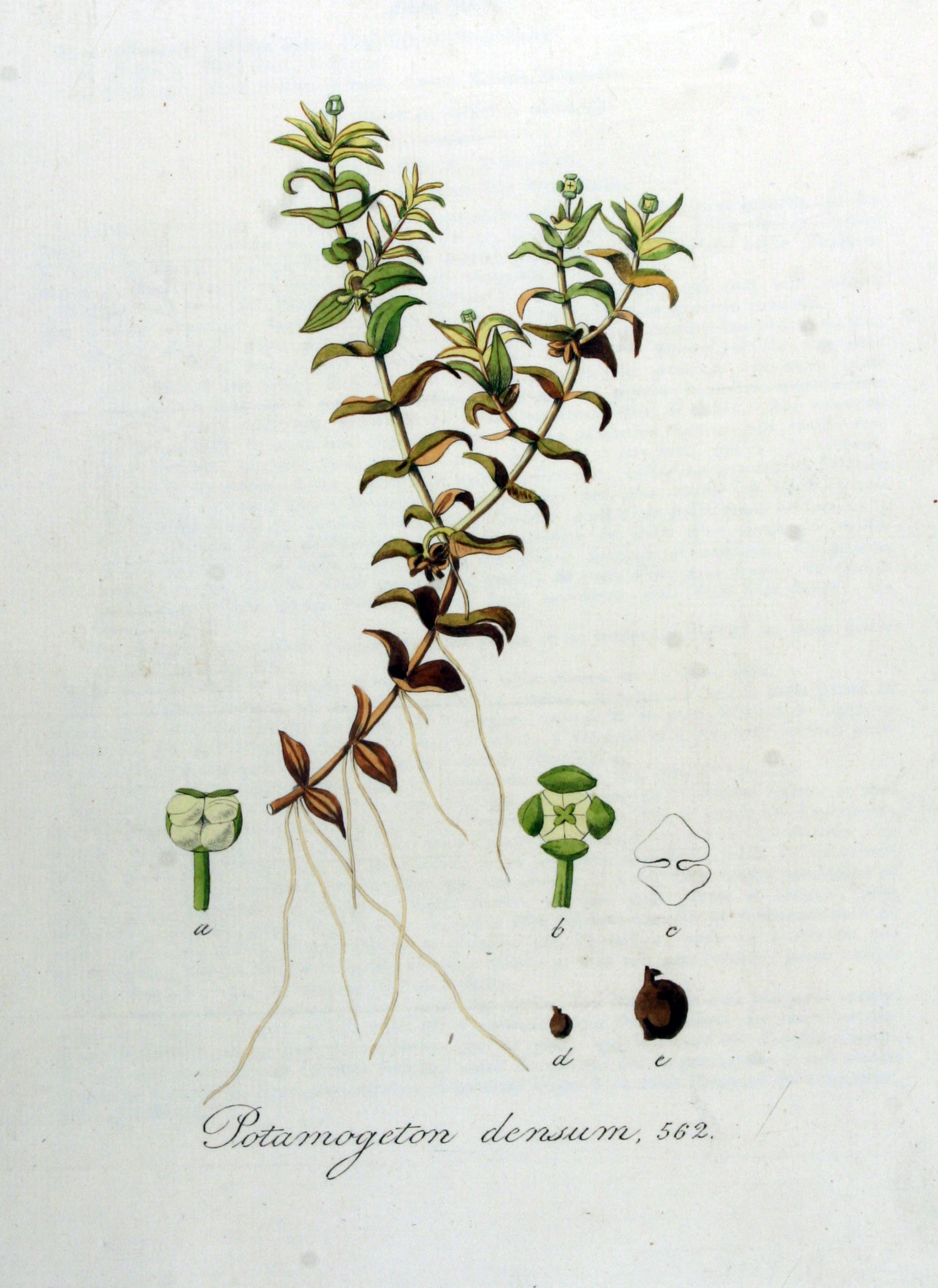
Blühende Pflanze – Illustration aus Jan Kops: Flora Batava, Volume 8

### Erscheinungsbild und Blatt
Das Fischkraut wächst als sommergrüne, ausdauernde krautige Pflanze. Sie bildet ein stängelähnliches, verzweigtes, meist bei einem Durchmesser von etwa 1 Millimeter dünnes Rhizom. Der Stängel ist 10 bis 30, selten bis zu 50 Zentimeter lang, in fließendem Wasser viel länger. Oft werden an den Stängeln weiße Nebenwurzeln gebildet.
Sie bildet nur untergetauchte (submerse) Laubblätter. Die paarweise scheinbar gegenständigen dicht zusammenstehenden, sitzenden und stängelumfassenden Unterwasserblätter besitzen keine Blattscheide und sind bei einer Länge von 10 bis 40 Millimetern sowie einer Breite von 3 bis 15 Millimetern eiförmig bis länglich-lanzettlich mit stumpfem oberen Ende. Von Groenlandia densa wurden auch Standortunterarten in rascher fließenden Gewässern beschrieben, die ziemlich schmalblättrig sind.

### Blütenstand, Blüte und Frucht
In Österreich und angrenzenden Gebieten liegt die Blütezeit zwischen Juni und August. Seitenständig auf einem kurzen Blütenstandsschaft stehen in einem ährigen Blütenstand ein bis vier Blüten zusammen, die nach der Anthese zurückgebogen sind. Die Blüte ist vierzählig.
Die dünnwandigen Früchte, stark abgeflacht und enden in einem hakenartig gebogenen Schnabel.
Die Chromosomenzahl beträgt 2n = 30.

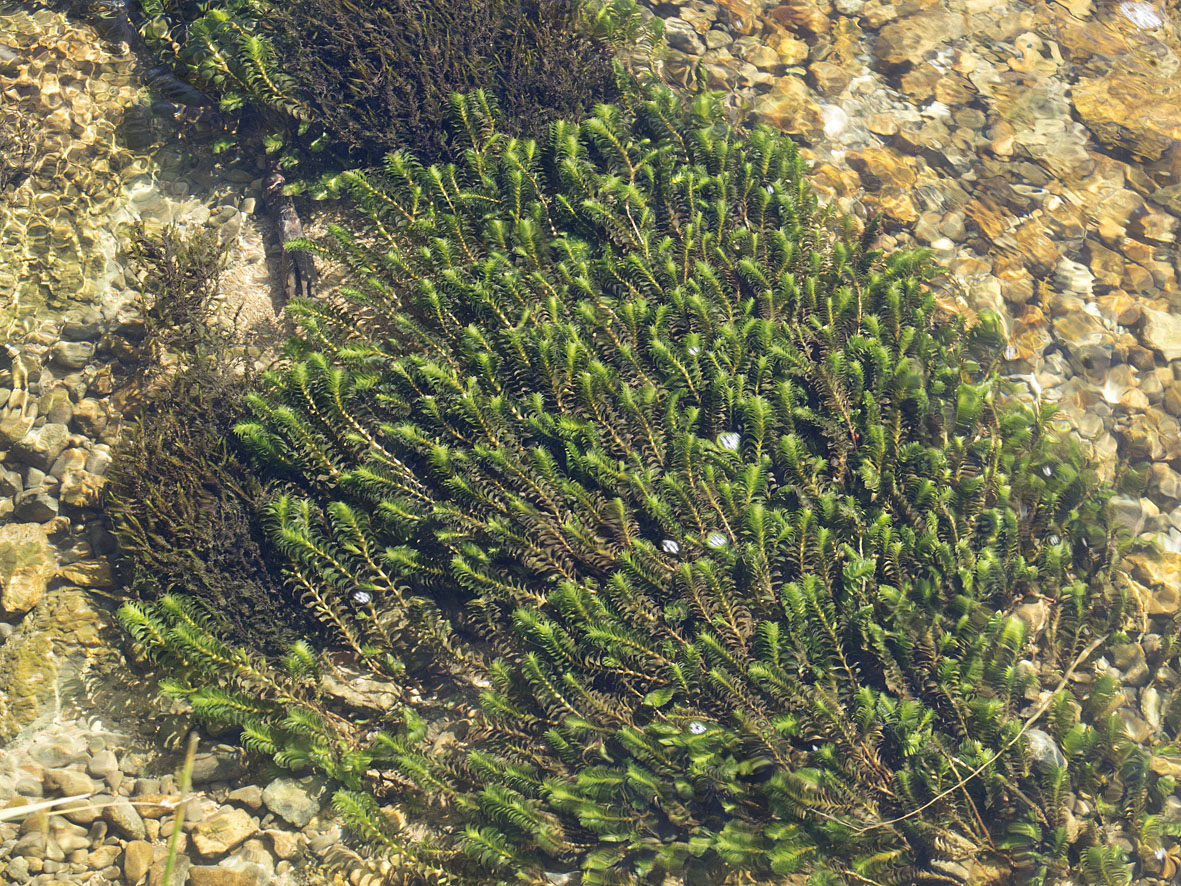
Habitus im Habitat

## Vorkommen und Gefährdung
Das Fischkraut ist in Eurasien und Nordafrika weitverbreitet. In Europa verläuft die Nordgrenze bei etwa 57°. Die Ostgrenze des geschlossenen Verbreitungsgebietes verläuft in Europa bei etwa 19° östlicher Länge, weiter östlich sind nur vereinzelte, isolierte Vorkommen bekannt. Das Fischkraut kommt aber in Asien bis zum westlichen Iran vor. Es fehlt in weiten Gebieten Mitteleuropas ganz.
Diese in Deutschland einheimische Pflanze ist im Tiefland im Einzugsgebiet des Niederrheins und der Unterelbe, in Schleswig-Holstein, Brandenburg und Sachsen-Anhalt, im Schwäbisch-Fränkischen Jura, im Muschelkalk-Gebiet, im Alpenvorland und in den Alpen selten. In den Allgäuer Alpen kommt das Fischkraut in einem Teich oberhalb Sigiswang in einer Höhenlage von 970 Metern vor.
In Österreich kommt das Fischkraut zerstreut bis selten im Burgenland, in Niederösterreich, Oberösterreich, in der Steiermark, in Salzburg, im nördlichen Tirol sowie Vorarlberg vor und ob es Kärnten noch vorkommt ist unsicher; in Wien gilt es als ausgestorben. Es kommt auch Südtirol und in Liechtenstein vor.
Das Fischkraut gedeiht am besten in langsam fließenden, sauberen, eher kühlen, nährsalzreichen und zumindest schwach kalkhaltigen oder wenigstens nicht sauren Gewässern. Es besiedelt Gräben und Bäche mit seichtem Wasser. Es bevorzugt Sand- oder Kiesböden, geht sehr selten auch auf verschlammte, leicht torfige Böden. Es braucht Licht und geht daher bei aufkommendem Röhricht ein.
Groenlandia densa ist Kennart im Verband Ranunculion fluitantis und hat einen weiteren Vorkommensschwerpunkt im Verband Potamogetonion pectinati.
Die ökologischen Zeigerwerte nach Landolt et al. 2010 sind in der Schweiz: Feuchtezahl F = 5uf (untergetaucht im Bereich von fließendem Bodenwasser), Lichtzahl L = 4 (hell), Reaktionszahl R = 4 (neutral bis basisch), Temperaturzahl T = 3+ (unter-montan und ober-kollin), Nährstoffzahl N = 3 (mäßig nährstoffarm bis mäßig nährstoffreich), Kontinentalitätszahl K = 2 (subozeanisch).
Groenlandia densa gilt in ganz Zentraleuropa als „stark gefährdet“. Für Deutschland wird ein Gefährdungsgrad von 2 = „Stark gefährdet“ und für Bayern ein Gefährdungsgrad von 3 = „Gefährdet“ angegeben. In Österreich ist das Fischkraut „gefährdet“.

## Systematik
Die Erstveröffentlichung erfolgte 1753 unter den Basionym Potamogeton densus durch Carl von Linné in Species Plantarum, Tomus I, S. 126. Ein Homonym Potamogeton densus Schwein. ex L.C.Beck, veröffentlicht in Botany of the Northern and Middle States, 1833, S. 268. Groenlandia wurde 1854 durch Jacques Étienne Gay in Comptes Rendus Hebdomadaires des Séances de l'Académie des Sciences, 38, S. 703 aufgestellt. Die Neukombination zu Groenlandia densa erfolgte 1869 durch Jules Pierre Fourreau in Annales de la Société Linnéenne de Lyon, sér. 2, 17, S. 169. Der Gattungsname Groenlandia ehrt den deutschen Botaniker Johannes Groenland (Jean Grönland) (1824–1891), der auch  Apotheker und Pflanzenzüchter war und später Professor der Naturwissenschaften an der Landwirtschafts-Akademie in Dahme bei Potsdam wurde.
Groenlandia densa ist die einzige Art der monotypischen Gattung Groenlandia innerhalb der Familie der Potamogetonaceae.